# Svećenici vitezovi templari Svetog kraljevskog luka
Svećenici vitezovi templari Svetog kraljevskog luka (engl. Holy Royal Arch Knight Templar Priests) su prigodni kršćanski i viteški red u slobodnom zidarstvu koji se prvi put pojavljuje 1755. godine u Irskoj. Članovi Reda se sastaju u šatoru sastanka (ekvivalent simboličkoj loži) u kojima dodjeljuju jedan stupanj i to viteza templara svećenika. Dodjeljuje se po pozivu majstorima koji imaju stupanj Kraljevskog luka i stupanj Viteza templara. Riječ je o neovisnom redu u okviru engleskog sustava slobodnog zidarstva, a istodobno i o počasnom tijelu povezanom s američkim Yorkčim obredom.

## Povijest
Svećenici vitezovi templari se prvi puta spominju unutar ceremonija vitezova templara u Irskoj 1755. godine kada su bili poznati kao Svećenički red (Priestly Order). Međutim, njihov red je prvi put uspostavljen u Škotskoj 1800. godine, u Kilmarnocku, a potom se proširio na Glasgow i Edinburgh. Godine 1807. je tadašnja Velika konklava Škotske izdala povelju Taboru vetezova templara "Joppa" u Sunderlandu dajući ovlast za rad na nekoliko stupnjeva, uključujući i stupanj Viteza templara svećenika. Godine 1812. članovi u Newcastleu podnijeli su molbu Velikoj konklavi Engleske za rad Tabora "Royal Kent". Također, postoje dokazi da su Svećenici vitezovi templari bili aktivan krajem 18. i početkom 19. stoljeća u Engleskoj, Škotskoj, Irskoj, na Krfu, u Francuskoj i vjerojatno u Sjedinjenim Američkim Državama i Kanadi. Red je postao neaktivan tijekom 1890-ih godina, a posljednje poznato djelovanje zabilježeno je u Lancashireu.
Veliko vijeće za Savezne masonske stupnjeve u Londonu nastojalo je obnoviti Red pa je tako Tabor "Royal Kent" posljedično postao prvi moderni šator sastanka. Nakon kratkog razdoblja pod kontrolom Velikog vijeća za Savezne stupnjeve, i uz obostrani pristanak, Red se odvojio i postao Veliki kolegij. Novo neovisno i suvereneno slobodnozidarsko tijelo, Veliki kolegij, održao je svoj prvi sastanak 15. svibnja 1924. godine u Newcastleu. Povelje za prva tri šatora sastanka u Sjedinjenim Američkim Državama izdana su 1931. godine. Četiri godine kasnije, 1935., službeno je priznat Veliki kolegij Amerike kao neovisno i suvereneno masonsko tijelo. Godine 2018., uz pristanak Velikog kolegija Amerike, izdata je povelja za osnivanje Velikog kolegija Francuske. Sva tri velika kolegija u potpunosti priznaju jedni druge.

## Ustroj
Članovi Reda se sastaju u šatoru sastanka (ekvivalent simboličkoj loži) u kojima dodjeljuju jedan stupanj i to Svećenik vitez templar Svetog kraljevskog luka (engl. Holy Royal Arch Knight Templar Priest). Ovo je ukupno 32. i posljednji stupanj samog Reda, a prethodni stupnjevi se ne dodjeljuju. Svaki šator sastanka može imati najviše 33 člana.
Potpuni popis svih stupnjeva je sljedeći:
- 1° – pogrebni majstor (Funeral Master)
- 2° – plavi majstor ili Salomonov vitez (Master of the Blue or Knight of Solomon)
- 3° – najizvrsniji majstor (Most Excellent Master)
- 4° – izvrsni majstor i majstor vela (Excellent Mason and Master of the Veils)
- 5° – uzvišeni majstor Jacobova hrvanja (Sublime Master of Jacob's Wrestle)
- 6° – odbjegli znak (Fugitive Mark)
- 7° – arhitekt (Architect)
- 8° – Red grimizne vrpce viteza od Rahabe  (Order of the Scarlet Cord of Knight of Rahab)
- 9° – vitez tri kralja ili Ravnoteža (Knight of the Three Kings or The Balance)
- 10° – vitez Sjevera (Knight of the North)
- 11° – vitez Juga (Knight of the South)
- 12° – vitez od Patmosa ili Filipija  (Knight of Patmos or Philippi)
- 13° – vitez iskupljenja (Knight of Redemption)
- 14° – vitez smrti ili Elizijska poljana (Knight of Death or Elysium)
- 15° – vitez Svetog groba (Knight of the Holy Grave)
- 16° – vitez kršćanskog znaka (Knight of the Christian Mark)
- 17° – vitez od Betanije (Knight of Bethany)
- 18° – vitez pruske kraljevske plave boje (Knight of the Royal Prussian Blue)
- 19° – vitez od Eleusina (Knight of Eleusis)
- 20° – vitez od Palestine (Knight of Palestine)
- 21° – vitez Ivana Krstitelja (Knight of St. John the Baptist)
- 22° – vitez križa (Knight of the Cross)
- 23° – vitez crnog križa (Knight of the Black Cross)
- 24° – vitez bijelog križa (Knight of the White Cross)
- 25° – vitez bijelog križa Torpichena (Knight of the White Cross Torpichen)
- 26° – vitez visećeg križa babilonskog (Knight of the Suspended Cross of Babylon)
- 27° – vitez crvenog križa jeruzalemskog (Knight of the Red Cross of Jerusalem)
- 28° – vitez Crvenog križa (Knight of the Red Cross or Roseae Crucis)
- 29° – vitez trostrukog križa (Knight of the Triple Cross)
- 30° – veliki križ sv. Ivana (Grand Cross of St. John)
- 31° – oslobođen od Haredima (Made free from Harodim)
- 32° → svećenik vitez templar Svetog kraljevskog luka

### Članstvo
Kandidati za članstvo u šatoru sastanka (engl. Tabernacle) moraju biti majstori s najmanje tri godine, te članovi plave lože, kapitela Kraljevskog luka (Sveti kraljevski luk ili Yorčki Kraljevski luk) i zapovjedništva vitezova templara. Također, svaki kandidat mora vjerovati u Presveto Trojstvo.

## Rasprostranjenost
Redovi Svećenicka vitezovi templari djeluju na područjima nadležnosti sljedećih regularnih velikih loža temeljem potpisanih konkordata:
- Ujedinjena velika loža Engleske → Veliki kolegij Svećenika vitezova templara Svetog kraljevskog luka i Reda svete mudrosti[3]
  -  Velika loža Škotske → tri škotska distrikta[4][5]
  -  Veliki orijent Nizozemske → Nizozemski distrikt[6]
  -  Velika loža Španjolske → dva španjolska distrikta[7][4]
  -  Velika loža britanske masonerije u Njemačkoj (UVLNJ) → Njemački distrikt[8]
  -  Velika loža Grčke → Grčki distrikt[4]
  -  Regularne velike lože u Kanadi → četiri kanadska distrikta[4]
  -  Regularne velike lože u Brazilu → šest brazilskih distrikata[4]
    -  Simbolička velika loža Paragvaja

  -  Velika loža Bolivije → Bolivijski distrikt[4]
  -  Regularne velike lože u Australiji → pet australskih distrikata[4]
  -  Kotarska velika loža Istočnog arhipelaga → Dalekoistočni distrikt[4]
  -  Kotarske velike lože u Novom Zelandu → dva južnoafrička distrikata[4]
  -  Kotarske velike lože u Južnoj Africi → tri novozelandska distrikata[4]
- Regularne velike lože u SAD-u → Veliki kolegij Amerike za Svećenike vitezove templare Svetog kraljevskog luka[9]
  -  Veliki orijent Italije[10]
  -  Legalna/Regularna velika loža Portugala[10]
  -  Nacionalna velika loža Rumunjske[11]
- Nacionalna velika loža Francuske → Veliki kolegij Francuske za Svećenike vitezove templare Svetog kraljevskog luka

## Red svete mudrosti
Red svete mudrosti (engl. Order of Holy Wisdom) je dodatni samostalni stupanj koji je dio Reda svećenika vitezova templara Svetog kraljevskog luka u Engleskoj od samih početaka. Red se dodjeljuje samo pod okriljem Velikog kolegija za Englesku i Wales.
Prema starom ritualu za izvođenje ovog stupnja bila je potrebna vrlo raskošna odjeća, oprema i prostor. Zahtjevi su bili tako složeni i skupi da se stupanj gotovo prestao raditi. Red je ponovno uveden 14. lipnja 2014. kao dodatno tijelo, sasvim odvojeno od Reda svećenika vitezova templara. Ritual je preformuliran tako da sadrži sve bitne stvari, ali da se može raditi na mnogo praktičniji način. Svi svećenici vitezovi templari koji su to postali prije lipnja 2014. godine automatski su postali i članovi Reda svete mudrosti. Od 2014. to više ne vrijedi.

## Vanjske poveznice
- Knight Templar Priests za Englesku i Wales
- Knight Templar Priests za SAD